# Festival de Música Antiga de Úbeda e Baeza
O Festival de Música Antiga de Úbeda e Baeza (FeMAUB) é um festival de música antiga, realizado anualmente em novembro e dezembro, desde 1997, nas cidades históricas espanholas de Úbeda e Baeza. O Festival está integrado à Associação Espanhola de Festivais de Música Clássica (FestClásica) e à Rede Europeia de Música Antiga (REMA). Além disso, recebeu o Prêmio de Melhor Instituição Cultural da Andaluzia em 2005, com o Selo EFFE como Festival Notável de 2017-2018 e 2019-2020, com o Prêmio GEMA de Melhor Festival 2020, concedido pela Associação Espanhola de Grupos de Música Antiga, e com o Prêmio "Jaén, Paraíso Interior" 2021, concedido pelo Conselho Provincial de Jaén.

## História
É um evento musical de referência cultural da Província de Jaén e um dos mais importantes da Espanha no campo da música antiga. Para atingir esta importância, contribuíram, entre outros, a capacidade de difundir o património musical andaluz e relacioná-lo com as manifestações culturais dos vários períodos em que foi forjado, e a qualidade dos grupos participantes, dos repertórios selecionados e da autenticidade dos instrumentos.
O esplendor renascentista dessas duas cidades não foi conservado apenas na arquitetura ou no planejamento urbano, mas subjaz ao caráter humanístico de seus habitantes como legado daqueles que tornaram possível a realidade que hoje se contempla. Figuras relevantes como Andrés de Vandelvira e Bartolomé Ramos de Pareja, entre outros, foram responsáveis pela integração natural das artes em todos os níveis da sociedade.
O circuito do Festival de Música Antiga "Andrés de Vandelvira", que surgiu em 2005, representa a extensão provincial da FeMAUB, que vem se manifestando em inúmeros municípios e espaços distribuídos em várias localidades da província de Jaén. Em 2021, o FeMAUB comemorou 25 anos e publicou um livro em dois volumes com a história do festival, além de um CD triplo com uma seleção de gravações ao vivo.

## Proposta e significado
O festival pretende ser um reflexo desse humanismo, assumindo a bagagem cultural do passado, para transmiti-la com meios modernos e, ao mesmo tempo, ser um espaço de referência, capaz de unir e combinar, por um lado, a transmissão do patrimônio com a investigação e, por outro, com a formação musical, por meio de diferentes cursos, de futuros profissionais da música, principalmente da região andaluza. Desta forma, o festival pretende difundir a música tal como foi concebida no Renascimento, integrada a outras artes e manifestações do conhecimento, e a sua relação com a ciência, a literatura, a arquitetura e a pintura, pretendendo ser um ponto de encontro entre culturas, como estímulo à transmissão de ideias entre os povos. Assim, o Festival de Música Antiga de Úbeda e Baeza define-se como um novo conceito de manifestação cultural e artística, no qual o patrimônio musical, principalmente andaluz, foi centralizado em um local ideal para sua divulgação e investigação. Os concertos únicos, realizados em locais emblemáticos destas duas cidades da Província de Jaén, estão ligados a encontros acadêmicos, nos quais investigadores dedicados à música renascentista e barroca destacam a importância deste ponto de encontro entre as artes, centrado no rico património musical hispânico.

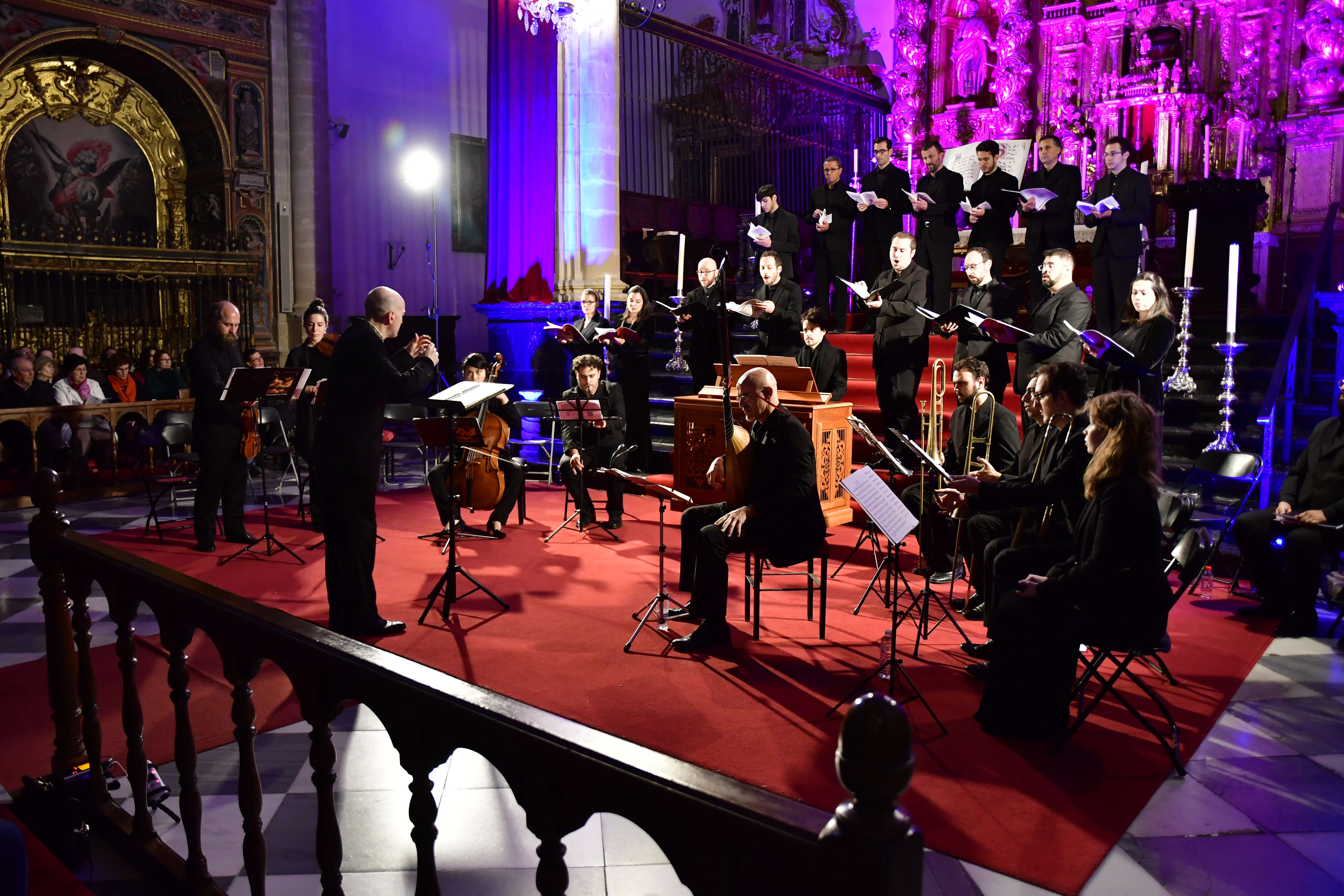
Concerto do Festival de Música Antiga de Úbeda e Baeza, na cidade histórica de Baeza, 2018.

## Principais participantes
Ao longo de sua história, o FeMAUB tem recebido conjuntos espanhóis de destaque, como Hespèrion XXI, Al Ayre Español, La Tempestad, Forma Antiqva, Accademia del Piacere, La Real Cámara, El Concierto Español, Ensemble La Danserye, Orquesta Barroca de Sevilla, Ministriles de Marsias, Los Músicos de Su Alteza, Schola Gregoriana Hispana, La Caravaggia, Íliber Ensemble, La Grande Chapelle, La Ritirata, Los Afectos Diversos, Concerto 1700, Artefactum o Capella de Ministrers, entre outros. Além destes, participaram grupos internacionais de destaque, como Il Giardino Armonico, Cappella Mediterranea, The Tallis Scholars, Ensemble Gilles Binchois, Les Sacqueboutiers de Toulouse, Ensemble Plus Ultra e The Hilliard Ensemble. Assim, participaram do FeMAUB diretores e solistas de destaque internacional, incluindo Jordi Savall, Giovanni Antonini, Michael Noone, Eduardo López Banzo, Fahmi Alqhai, Leonardo García Alarcón, Emilio Moreno, Juan Carlos Asensio, Albert Recasens, Josetxu Obregón e Luis Antonio González Marín.

## Entidades Organizadoras
Atualmente, o FeMAUB é organizado pela Junta de Andaluzia, Conselho Provincial de Jaén, Câmaras Municipais de Úbeda e Baeza, Universidade Internacional da Andaluzia, Universidade de Jaén e Universidade Nacional de Educação à Distância, e conta com a colaboração do Ministério da Cultura e Desportos, e do Bispado de Jaén.

## Diretores
- Rodrigo Checa Jódar (2000-2006)[13]
- Javier Marín-López (2007 - presente)[13]

## Ligações externas

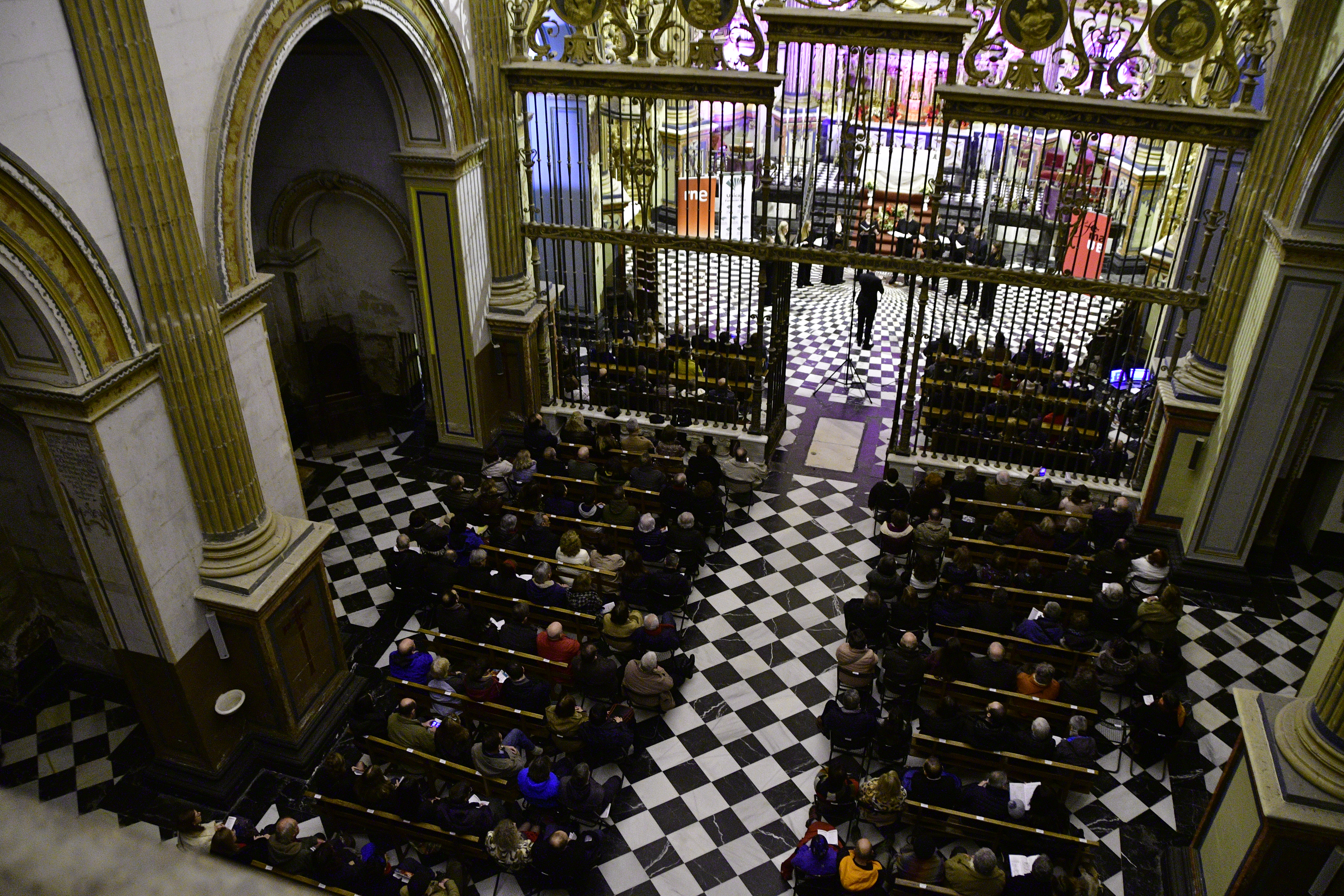
Concerto do Festival de Música Antiga de Úbeda e Baeza, na cidade histórica de Úbeda, 2019.